# Kraja
Kraja (ali Tatvina) je storjena, če kdo komu vzame komu tujo premično stvar z namenom, da si jo protipravno prilasti. Kraja/Tatvina je protipravna prilastitev tuje premične stvari. V pravu se izraz uporablja za vsa dejanja zoper premoženje (vlomi, kraje v trgovinah, vdori, goljufije, itd). 

## Vrsta kraje/tatvine
Kraja je eno od kaznivih dejanj zoper premoženje. Je prilastitev tuje stvari/predmeta z namenom, da sebi ali nekomu drugemu pridobi protipravno premoženjsko korist. Predmet kaznivega dejanja, je lahko vsaka
oseba, ki je storila kaznivo dejanje. Glavne značilnosti tega kaznivega dejanja so:
Storilec kaznivega dejanja je vsak, ki ga stori osebno ali z izrabljanjem in vodenjem ravnanj drugega (posredni storilec). 
Glavne značilnosti tega kaznivega dejanja so:
•       
Dejanje -
prilastitev  tuje stvari/predmeta z
namenom, da sebi ali nekomu drugemu pridobi protipravno premoženjsko korist.
•       
Predmet dejanja – tuja premična stvar.
•       
Namen storilca – da si protipravno prilasti tujo
premično stvar.

## Dejanje
Dejanje je lahko povezano s posebnimi dejavniki, ki so večjega ali
manjšega pomena: predmet dejanja, načinu po katerem se kraja/tatvina izvedbe,
okoliščine, čas dejanja in ostalo. Ti dejavnik lahko vplivajo na kaznivo
dejanje kraje/tatvine, tako da se lahko pojavi v lažji ali težji obliki.
      •      Običajno: Kdor vzame komu tujo premično stvar, da bi si jo
protipravno prilastil
      •      Velika kraja/tatvina: Če je storil tatvino tako, da je z vlomom, vdorom ali drugačnim premagovanjem večjih ovir prišel v zaprto stavbo, sobo, blagajno, omaro ali druge zaprte prostore; če sta storili tatvino dve ali več oseb, ki so se združile zato, da bi kradle; če je storil tatvino na posebno
predrzen način; če je imel pri sebi kakšno orožje ali nevarno orodje za napad ali obrambo; če je storil tatvino ob požaru, povodnji ali podobni naravni nesreči; če je storil tatvino tako, da je izrabil nemoč ali nesrečo drugega. 
•      Roparska tatvina: Kdor je zaloten pri tatvini, pa zato, da bi ukradeno stvar obdržal, uporabi proti komu silo ali mu zagrozi z neposrednim napadom na življenje ali telo.

## Predmet dejanja
Predmet dejanja,  je tuja premična stvar. Stvar je samostojen telesni predmet iz naravnih ali umetnih
materialov, ki zavzema določen prostor in ga človek lahko obvladuje. Za stvar se štejejo tudi različne oblike energije in valovanja, ki jih človek lahko obvladuje (15. člena Stvarnopravnega zakonika). Predmet kraje, je lahko samo tista stvar, s katero si pri tatvini pridobimo protipravno premoženjsko korist.
Ta korist izhaja iz same vrednosti predmeta (denarja, umetniških slik, itd).
Stvar, ki sama po sebi nima nobene ekonomske vrednosti, vendar z njo lahko dosežemo premoženjsko korist. 
Stvari, ki se štejejo v skupno dobro, oziroma katere ne morejo biti v lasti fizične ali pravne osebe ne morejo biti predmet dejanja.
To velja tudi za stvari za katere se ne ve kdo je lastnik ali za stvari, ki so zapuščene. Odtujevanje
premične stvari se lahko izvede na različne načine – odvzemanje, odnašanje iz zaprtega prostora, uporaba prisile.

## Kraja identitete
Ena največjih fenomenov v zlorabi zasebnosti, je kraja identitete. To je možnost, da se zlorabijo osebni podatki, do katerih se lahko pride zaradi neodgovornosti uporabnika ali nekoga drugega katerem so bila zaupana  (banke, kadrovske službe, administracije). Namen kraje identitete je pridobiti lastninsko korist ali nekomu narediti škodo. 